# Euploea indistincta
Euploea indistincta är en fjärilsart som beskrevs av Moore 1883. Euploea indistincta ingår i släktet Euploea och familjen praktfjärilar. Inga underarter finns listade i Catalogue of Life.